# Preferans
Preferans (fra. préférence – davanje prednosti) je kartaška igra adutskog tipa, koja se igra između tri igrača s 32 karte (od 7 do A). Mogu igrati i četiri igrača, ali tada uvijek po jedan igrač ne sudjeluje u svakoj novoj igri („suši se“). Postoji i inačica s dva igrača, ali nije uobičajena.

## Povijest
Usprkos francuskom podrijetlu terminâ koji se koriste u igri, kao i samom nazivu igre, koji potječe iz 1802., vjerojatnije je da se preferans počeo igrati 1840-ih među ruskim plemstvom. Razvijao se najviše na osnovu igre vist, gdje je najveća promjena bila, da je preferans (najranija) igra bazirana na licitaciji boja u kartama. Igra je odmah postala vrlo popularna i privukla je čak i samog Lava Tolstoja. Kasnije je postala popularna i u Istočnoj i Srednjoj Europi, te su se „razvili“ austrijski i balkanski preferans, koji se po pravilima razlikuju od ruskoga, premda su izgleda mnogo sličniji originalnoj igri.

## Pravila
Karte se dijele u smjeru suprotno kretanju kazaljke na satu, po 5 karata po igraču, zatim se ostavljaju 2 karte u talonu, a onda još po pet, tako da svaki igrač ima 10 karata u rukama.
Igrači licitiraju neku od sljedećih igara, tako što izgovaraju brojeve koji označavaju igre:
- pik (2)
- karo (3)
- herc (4)
- tref (5)
- betl (6)
- sans (7)
- preferans (8)

Prve četiri igre su igre s adutima, a posljednje tri bez aduta. U svim igrama, osim u betlu, cilj onoga koji vodi igru je da odnese šest „ruku“ (štihova), dok je cilj igrača koji prate da zajedno odnesu pet „ruku“ (da „obore“ igrača koji vodi igru) ili četiri „ruke“, što je dovoljno da „prođu“. U igri betl potrebno je da igrač koji je tražio tu igru ne odnese niti jednu „ruku“, jer u suprotnom „pada“. U igri preferans mora se odnijeti sve. Igru počinje igrač koji je počeo licitirati, osim kod sansa i preferansa kada igru počinje igrač ispred igrača koji je tražio (i dobio) igru.
Licitacija se provodi na sljedeći način: igrač koji je prvi na redu, može licitirati 2, igra, ili dalje, što znači sljedeće:
- 2- znači da hoće sudjelovati u licitaciji i, ako postigne najveći broj prilikom licitacije, da kupi talon kojim može zamijeniti bilo koje dvije od karata koje već ima u ruci.
- Igra- znači da može odnijeti (dobiti ili osvojiti) bez kupovine talona 6 „ruku“ (štihova), i da ne želi licitaciju. Druga dva igrača ga mogu zaustaviti samo „jačom“ igrom (igrom s većim brojem od 2, 3, 4 itd.). Sans i betl se „iz ruke“ licitiraju točnim imenom (ne može se reći igra, a igrati sans ili betl).
- Dalje- znači da nema karte nositelja igre i prepušta licitaciju ostalim igračima. Ako sva tri igrača kažu „dalje“, upisuje se takozvana „refa“. Broj „refa“ se, kao i broj „bula“ (pisanje bodova za igrača koji je dobio licitaciju i vodi igru) dogovara na početku partije (npr. 120/2 znači da se igra partija od 120 „bula“ s dvije „refe“). Svaki igrač mora odigrati svoju „refu“, a vrijednost svake igre na „refi“ (odnosno s „refom“) je dvostruko veća (i „bule“ i „juhe“, tj. prateći bodovi za igrača/e koji prati/e nositelja igre). Ako jedan od igrača licitira 2 i igra pik, također se upisuje „refa“ u slučaju da jedan od dvojice igrača ne da „kontru“ na tu igru. Nakon odigranih „refa“, ako se licitira pik, a nijedan od igrača na da „kontru“, odigravač (nositelj igre) se bez pratnje spušta za 4 „bule“.

Svi igrači počinju od one vrijednosti bodova (odnosno „bula“) koju dogovore i ona praktično i znači duljinu trajanja igre. Ako igrači „prođu“ neku igru, broj „bula“ se smanjuje, odnosno piše se „prema dolje“. Naravno, ako „padnu“, povećava se. Za igrača čiji broj bula ima negativnu vrijednost kaže se, da je „otišao ispod šešira“ (ili „kape“), što znači da je u poziciji da na kraju pobijedi.
Svaka igra se računa tako što se vrijednost licitacije množi s dva (tzv. „dvostruko skidanje“). Ako je igrač prošao na igri herc koju je licitirao, broj „bula“ mu se smanjuje za 4×2=8. Ako je „iz ruke“ tražio igru, broj „bula“ se računa tako što se vrijednost licitacije najprije poveća za jedan i onda množi s dva. Za igru herc, to bi bilo: (4+1)×2=10. Igrači koji ga prate i koji su pri tome uzeli neku „ruku“ („štih“), upisuju tzv. „juhe“. „Juha“ se računa tako što se vrijednost igre množi s brojem odnijetih „ruku“, kojih može biti najviše pet. Posebno se u igri računaju „kontre“. Ako je protivnik siguran da može „oboriti“ igrača koji je licitirao igru, a to znači osvojiti „ruku“, može dati „kontru“. S druge strane, ako je nositelj igru siguran da će proći, daje tzv. rekontru. Slijede subkontra i konačno mortkontra. Svaka nova kontra računa se dvostruko, počevši od osnovne vrijednosti. Igra se završava kada zbroj bodova („bula“) sva tri igrača bude jednak nuli. Bodovi koje su igrači ostvarili množe se s deset i na njih se dodaju vlastite „juhe“, ali se i oduzimaju „juhe“ koje su ostvarila druga dva igrača. Pobjednik je igrač koji ima najmanju vrijednost bodova.